# Нуров, Наиль Фаридович
Наиль Фаридович Нуров (род. 21 мая 1967, село Георгиевка, Жамбылская область) — казахстанский спортсмен, деятель в области физической культуры и спорта. Мастер спорта международного класса по водному поло.
Многократный чемпион Республики Казахстан, чемпион Азии и Азиатских игр. Серебряный призёр чемпионата СССР среди молодёжных команд по водному поло в составе «Динамо» (Алматы).
В статусе спортивного менеджера возглавлял крупные спортивные объекты в Казахстане, занимался организацией и проведением крупных международных соревнований. В 2014 году признан лучшим спортивным менеджером в Республике Казахстан.
Руководитель ГФ «Дирекция по подготовке и проведению 28-й Всемирной зимней Универсиады 2017 в городе Алматы» с 14 июня 2016 года по декабрь 2017 г..
С января 2017 по сентябрь 2022 был генеральным директором ТОО «Дирекция спортивных сооружений г. Алматы».

## Образование
Среднее:
- Школа-интернат высшего спортивного мастерства № 20, г. Алматы.

Высшее:
- Казахский институт физической культуры (Алма-Ата, 1988) по специальности тренер-преподаватель
- Казахский национальный педагогический университет имени Абая (Алматы, 2009) по специальности юрист.

## Звания
- Мастер спорта международного класса по водному поло
- Судья международной категории
- Почетный деятель спорта РК
- Лучший специалист в области физической культуры и спорта Республики Казахстан 2014 года.

## Награды
- За трудовые достижения награждён медалью «Ерен еңбегі үшін»[5].
- Кавалер ордена Құрмет
- Кавалер ордена «Парасат»

## Трудовая деятельность
- Секретарь комитета ЛКСМ Казахстанского Института Физической Культуры.
- Инструктор отдела учащейся молодежи ЦК ЛКСМ Казахстана.
- Заведующий отделом международного туризма БММТ «Спутник» ЦК ЛКСМ Казахстана.
- Генеральный директор СП «Главтур».
- Генеральный директор ТОО Фирма «Нур».
- Президент акционерного общества «Казспортобеспечение», Агентства туризма и спорта РК (Астана)
- Директор Дворца спорта имени Балуана Шолака г. Алматы.
- Директор высокогорного катка «Медео» г. Алматы.
- 2005—2008 Начальник Управления туризма и спорта г. Алматы.
- 2008—2011 Директор ГККП «Городская Дирекция по организации и проведению 7-х зимних Азиатских игр 2011 и эстафеты Олимпийского Огня» г. Астана.
- 2011—2015 Директор ГККП Ледовый дворец «Алау» г. Астана.
- с 2015 Начальник Управления физической культуры и спорта города Алматы.
- 2015- 2017 Руководитель ГФ «Дирекция по подготовке и проведению 28-й Всемирной зимней Универсиады 2017 в городе Алматы» с 14 июня 2016 года по декабрь 2017 г.[3][4].
- 2017 — Директор ТОО «Дирекция спортивных сооружений г. Алматы»[6]
- 2024 — Президент АО «Казспортинвест». Руководитель Дирекции по подготовке и проведению 5-х Всемирных Игр кочевников [7].

## Опыт в организации спортивных и общественно-политических проектов
- Руководитель ГФ "Дирекция по подготовке и проведению 28-й, всемирной зимней Универсиады в г. Алматы.
- Руководитель штаба по подготовке и проведению Чемпионата мира по дзюдо (Астана, 2015 г.)
- Руководитель штаба по подготовке и проведению Чемпионата мира по конькобежному спорту (Астана, 2015 г.)
- Руководитель Республиканского штаба по организации празднования 10-летия столицы РК г. Астаны (Астана, 2008 г.)
- Руководитель штаба по подготовке и проведению Этапов кубка мира по конькобежному спорту (Астана, 2013, 2012, 2011 гг.)
- СоПродюсер Церемонии открытия 7-х зимних Азиатских игр. (Астана, 2011 г.)
- Руководитель дирекции по подготовке и проведению Эстафеты огня 7-х зимних азиатских игр. (Астана, 2011 г.)
- Руководитель штаба по подготовке и проведению первого этапа всемирной Эстафеты Олимпийского огня XXIX Олимпийских игр. (Алматы, 2008 г.)
- Руководитель штаба по проведению церемонии открытия 2-й спартакиады РК (Алматы, 2007 г.)
- Руководитель штаба по проведению Чемпионата Мира по казакша курес и поясной борьбе (Алматы, 2006 г.)
- Автор идеи и комендант Казахского аула на Олимпийских играх в Афинах (Афины, 2004 г.)
- Руководитель штаба по проведению Чемпионата Азии по тяжелой атлетике (Алматы, 2004 г.)
- Руководитель штаба по организации и проведению Кубка Мира по греко-римской борьбе (Алматы, 2003 г.)
- Руководитель штаба по организации и проведению Кубка Мира по боксу (Астана, 2002 г.)
- Руководитель штаба по проведению церемонии открытия 1-й спартакиады РК (Астана, 2001 г.)

## Семейное положение
Двое братьев. Женат, трое детей.